# Musée Baccarat
Musée Baccarat jest to prywatne muzeum kryształów Baccarat położone w paryskiej 16 dzielnicy na ulicy place des Etats-Unis pod numerem 11. Muzeum jest otwarte codziennie z wyjątkiem: niedziel, wtorków oraz wakacji. Za wstęp do muzeum jest pobierana opłata pieniężna.
Muzeum zostało stworzone w byłej posiadłości  Marie-Laure de Noaillesa, która została zaprojektowana przez Philippe Starcka. Muzeum posiada największe i najsłynniejsze wyroby firmy Baccarat które zostały przygotowane na wystawy światowe jakie odbywały się w XIX wieku oraz na różne przyjęcia w jakich brała udział firma. 
Głównymi salami wystawowymi w muzeum są:
- Pokój alchemika zaprojektowany przez Gérarda Garouste- jest to rotunda zawierającą liczne kryształowe wazy oraz szachownice.

- Za przejrzystością- są to cztery odrębne komnaty tematyczne zawierające jedne z najpopularniejszych eksponatów muzealnych w tym m.in.: turecki zestaw do kawy oraz waza Słoń.

Musée Baccarat zawiera także prace stworzone przez znanych projektantów oraz projektantów kryształów, w tym m.in.  Georges Chevaliera, Ettore Sottsassa, Roberto Samboneta, Van day Truex oraz Marcial Berro oprócz tego muzeum posiada kolekcję kryształów należących do znanych osobistości. Swoją ekspozycję w muzeum posiadają kryształy Cesarza Japonii, księcia Walii oraz Josephine Baker.